# Sudentullinmäki
Sudentullinmäki är en kulle i Finland.   Den ligger i den ekonomiska regionen  Helsingfors  och landskapet Nyland, i den södra delen av landet, 29 km norr om huvudstaden Helsingfors. Toppen på Sudentullinmäki är 67 meter över havet.
Terrängen runt Sudentullinmäki är platt. Runt Sudentullinmäki är det tätbefolkat, med 762 invånare per kvadratkilometer. Närmaste större samhälle är Nurmijärvi, 6,0 km norr om Sudentullinmäki. I omgivningarna runt Sudentullinmäki växer i huvudsak blandskog.